# Sant’Agostino alla Zecca (Nápoly)
A Sant’Agostino alla Zecca templom Nápoly történelmi központjában.

## Története
Építése I. Anjou Károly idején kezdődött, majd Anjou Róbert idején fejezték be 1287-ben. A Jeromos-rendiek számára épült egy meglévő kolostor helyén. Az 1456-os földrengést követően reneszánsz stílusban építették újra. A 17-18. században Bartolomeo Picchiatti, Francesco Antonio Picchiatti, Giuseppe de Vita és Giuseppe Astarita alakították mai is látható formájára. A templomot restaurálás miatt zárva tartják. Belső díszítéseinek nagy része az évszázadok során súlyosan megrongálódott vagy elveszett.